# ۱۳۲ (پیش از میلاد)
۱۳۲ (پیش از میلاد) ۱۳۲مین سال قبل از تقویم میلادی است.